# دره‌دراز (کرمانشاه)
دره‌دراز، دره دریژ (به کردی: دُولَ ده ریژ) یا شهرک مهدیه، محله‌ای در شهر کرمانشاه است که در حاشیۀ غربی این شهر قرار گرفته است. دره‌دراز در منطقه ۲ شهرداری کرمانشاه قرار دارد و دسترسی بدان از بلوار دولت‌آباد امکان‌پذیر است مساحت دره دراز در حدود ۴۴۰/۰۰۰ متر مربع است.

## تاریخچه
دره‌دراز در گذشته هم نام یک روستا بود و هم به مناطق اطراف آن گفته می‌شد. با شکل‌گیری محلۀ توکل‌آباد که به نام مالک آن با نام توکلی نامیده می‌شد، بخشی از جمعیت مهاجر به شهر کرمانشاه در روستای دره‌دراز اسکان یافت و یک سکونتگاه غیررسمی به وجود آمد که جدای از توکل‌آباد و با فاصله‌ای کم در شمال آن واقع شده‌بود. اکثر ساکنین دره دراز کورد هستند و در دهه‌های اخیر مهاجران به این محله عمدتاً از ایل قلخانی و همگی از پیروان دین یارسان بودند.

## وضعیت اجتماعی-اقتصادی
شغل بیشتر مردم دره‌دراز کشاورزی فصلی است. با این حال مردم دره‌دراز مالک زمین نیستند و به عنوان کارگر کشاورزی بر روی زمین‌های وقفی روستای سیاه‌کمر کار می‌کنند. علاوه بر این مردم دره‌دراز به چوبداری (خرید و فروش دام) می‌پردازند و در فصل‌های دیگر سال نیز به عنوان کارگر در کرمانشاه و یا دیگر شهرهای خارج از استان به کار می‌پردازند. 

## وضعیت خدمات شهری
محلۀ دره‌دراز به‌صورت مدام با معضل قطعی آب مواجه است و در بسیاری از مواقع مردم ناچارند آب مورد نیاز خود را با تانکر دریافت کنند. آسفالت معابر در محلۀ‌ دره‌دراز تا مهرماه سال ۱۳۹۷ انجام نشده‌بود و در آن زمان برخی از کوچه‌های این محله آسفالت شدند. تعداد زیادی از معابر دره‌دراز نیز حتی تاکنون آسفالت‌نشده باقی مانده است. همچنین معضل فقدان روشنایی معابر در محلۀ دره‌دراز وجود دارد. در مهرماه ۱۳۹۷ در معبر اصلی محله به طول ۱۱۰۰ متر تیر برق نصب شد.